# Ширен (Люксембург)
Ширен (Люксембург) (люкс. Schieren, фр. Schieren) — коммуна в Люксембурге, располагается в округе Дикирх. Коммуна Ширен (Люксембург) является частью кантона Дикирх. В коммуне находится одноимённый населённый пункт.
Население составляет 1536 человек (на 2008 год), в коммуне располагаются 535 домашних хозяйств. Занимает площадь 10,41 км² (по занимаемой площади 106 место из 116 коммун). Наивысшая точка коммуны над уровнем моря составляет 515 м. (19 место из 116 коммун), наименьшая 198 м. (27 место из 116 коммун).

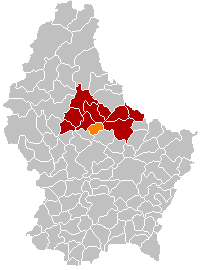
Оранжевый цвет - коммуна Ширен (Люксембург), красный - кантон Дикирх.